# Budapesti Fúvósötös
A Budapesti Fúvóötöst 1947-ben alapította Jeney Zoltán,  Szeszler Tibor, Balassa György, Ónozó János és Hara László. Az első magyar hivatásos fúvós kamaraegyüttes volt, amely igen rövid idő alatt a Tátrai Vonósnégyeshez hasonló szerepet kezdett betölteni zenei életben. Az egyik első együttes volt, amelyik a Rákosi korszak teljes bezártsága után külföldre mehetett turnézni. Fellépéseik száma meghaladta a háromezret, ebből az ifjúsági előadás mintegy 1400 volt. Sok újkori és ősbemutató fűződik a nevükhöz, többek közt Lajtha László, Szervánszky Endre, Farkas Ferenc, Ránki György, Járdányi Pál, Dávid Gyula, Sugár Rezső, Maros Rudolf, Mihály András, Kurtág György., Hidas Frigyes, Durkó Zsolt műveié. Csak a magyarországi készült hangfelvételeik száma 40 körül van.

## Elismerés
Liszt Ferenc-díj (az öt alapítónak, 1954)